# Poldark
Poldark é uma série de televisão britânica que foi exibida pelo canal BBC One de 8 de março de 2015 a 26 de agosto de 2019.

É baseada em livro homônimo escrito pelo autor inglês Winston Graham. Trata-se de um romance épico, que começa com os personagens principais - os mesmos da série televisiva - e termina com seus descendentes. Foi publicado originalmente entre 1945 e 1953, tendo uma continuação entre 1973 até 2002. 

São, ao todo, 12 volumes: os sete primeiros contam a história dos personagens principais, desde meados do século XVIII até 1799. Os demais a partir dessa época até meados do século XIX, cumprindo então, 100 anos da família Poldark. Em função da exibição da série pela emissora paga Mais Globosat, foi lançado no Brasil o primeiro volume: "Poldark - Ross Poldark". 

Pouco conhecida no Brasil, a série de livros é considerada bastante popular no Reino Unido.

## Enredo
No final do século XVIII, Ross Poldark retorna às minas de estanho de sua família na Cornualha, após servir três anos no exército para evitar acusações de contrabando, tendo deixado para trás sua namorada, Elizabeth. Em seu retorno, tendo lutado na guerra da independência dos Estados Unidos, ele encontra seu pai morto, sua propriedade em ruínas e endividada, e Elizabeth, sua paixão desde a infância, noiva de seu primo Francis. Na cidade, ele encontra uma jovem chamada Demelza vestida como um garoto. Ao descobrir que ela apanha do próprio pai, ele oferece-lhe abrigo e trabalho como doméstica e cozinheira. Ele então luta para ajudar os empregados de seu falecido pai e às pessoas do vilarejo enquanto tenta administrar as minas que herdou, que são alvo da ambição de seu rival, o ganancioso e arrogante George Warleggan.

## Elenco
- Aidan Turner como Ross Poldark
- Eleanor Tomlinson como Demelza Poldark (Carne)
- Gabriella Wilde como Caroline Enys
- Heida Reed como Elizabeth Poldark (Chynoweth)
- Jack Farthing como George Warleggan
- Kyle Soller como Francis Poldark
- Warren Clarke como Charles Poldark
- Phil Davis como Jud Paynter
- Beatie Edney como Prudie Paynter
- Ruby Bentall como Verity Poldark
- Richard Harrington como Capitão Andrew Blamey
- Robin Ellis como Dr. Halse
- Luke Norris como Dr. Dwight Enys
- Richard Hope como Harris Pascoe
- Alexander Arnold como James "Jim" Carter
- Pip Torrens como Cary Warleggan
- Caroline Blakiston como Aunt Agatha
- Christian Brassington como Ossie Whitworth
- Ellise Chappell como Morwenna Whitworth
- Sean Gilder como Tholly Tregirls
- Harry Richardson como Drake
- Josh Whitehouse como Lieutenant Hugh Armitage
- Tom York como Samuel "Sam"
- Max Bennett como Monk Adderley
- Rebecca Front como Senhorita Whitworth

## Episódios

### Primeira temporada
| Nº   | Título      | Exibição original   |
| ---- | ----------- | ------------------- |
| 1x01 | "Episode 1" | 8 de março de 2015  |
| 1x02 | "Episode 2" | 15 de março de 2015 |
| 1x03 | "Episode 3" | 22 de março de 2015 |
| 1x04 | "Episode 4" | 29 de março de 2015 |
| 1x05 | "Episode 5" | 5 de abril de 2015  |
| 1x06 | "Episode 6" | 12 de abril de 2015 |
| 1x07 | "Episode 7" | 19 de abril de 2015 |
| 1x08 | "Episode 8" | 26 de abril de 2015 |

### Segunda temporada
No dia 8 de abril de 2015, a emissora BBC anunciou que a série foi renovada para uma segunda temporada.